# St. Korona (Koppenwall)

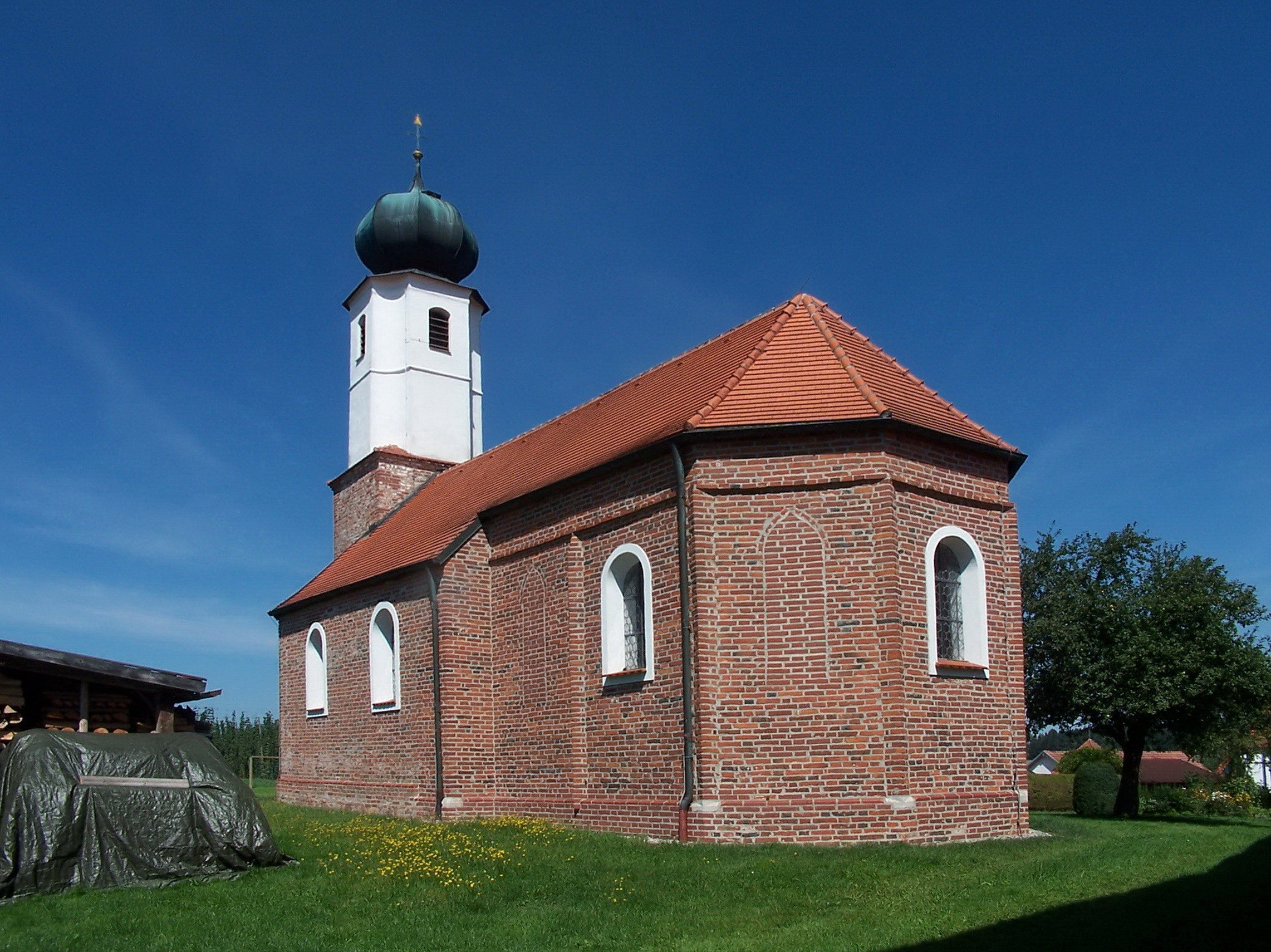
Außenansicht der Filialkirche St. Bartholomäus von Südwesten

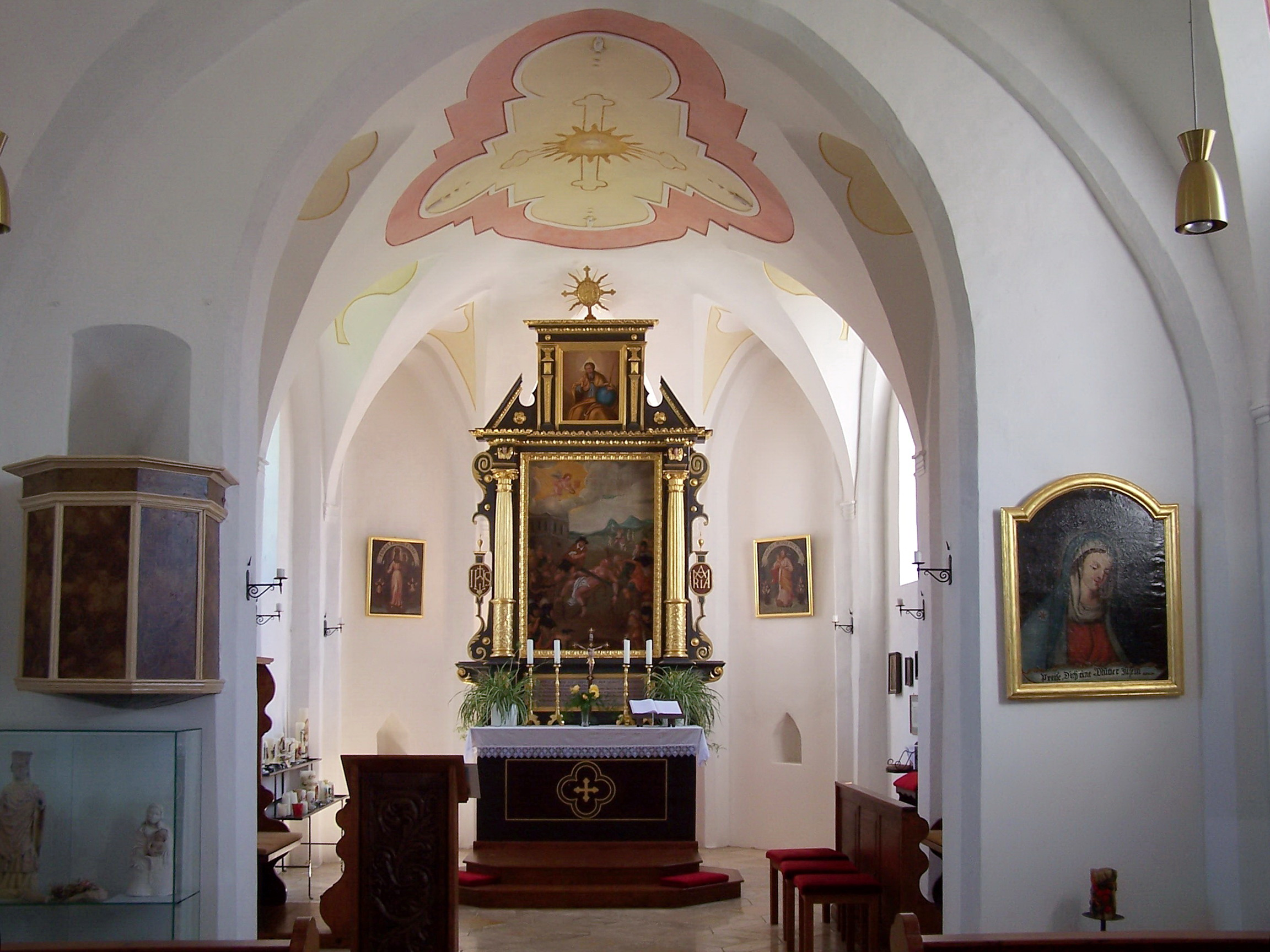
Innenraum

Die römisch-katholische Nebenkirche St. Korona in Koppenwall, einem Gemeindeteil des Marktes Pfeffenhausen im niederbayerischen Landkreis Landshut, ist eine ehemalige Wallfahrtskirche. Die kleine spätgotische Saalkirche wurde in der zweiten Hälfte des 15. Jahrhunderts erbaut und um 1725 barockisiert. Eine Besonderheit ist der „Schlupfaltar“. Im deutschsprachigen Raum gibt es sonst nur noch in der St.Gerebernus-Wallfahrtskirche im niederrheinischen Sonsbeck einen derartigen Schlupfaltar.
Das Gotteshaus mit dem seltenen Patrozinium der heiligen Korona (Gedenktag: 14. Mai) ist als Baudenkmal mit der Nummer D-2-74-172-40 beim Bayerischen Landesamt für Denkmalpflege eingetragen. Kirchlich gesehen ist Koppenwall eine Filiale der Pfarrei Mariä Opferung in Pfeffenhausen, die wiederum von der Pfarreiengemeinschaft Pfeffenhausen seelsorgerisch betreut wird.

## Lage und Umgebung
Die kleine Ortschaft Koppenwall mit ihren beiden Kirchen, der Filialkirche St. Bartholomäus und der ehemaligen Wallfahrtskirche St. Korona, liegt in der Hallertau rund fünf Kilometer westlich von Pfeffenhausen und neun Kilometer östlich von Mainburg. Außergewöhnlich ist, dass die beiden, nur rund 60 Meter voneinander entfernt stehenden Gotteshäuser in der Spätgotik innerhalb weniger Jahrzehnte erbaut wurden. Der Volksmund erklärt sich diesen Umstand durch einen Streit mit der Dorfobrigkeit. Diese wollte die einfache Bevölkerung aus der „Bartl-Kirche“ ausschließen, weswegen man sich zum Bau einer zweiten, etwas kleineren Kirche entschloss.

## Beschreibung

### Außenbau
Die einschiffige, nach Osten ausgerichtete Saalkirche umfasst einen eingezogenen Chor mit zwei Jochen und Schluss in drei Achteckseiten sowie ein Langhaus mit zwei Jochen. Beide Baukörper sind unter einem gemeinsamen Satteldach vereinigt. Der bis auf den Turmoberbau unverputzte Backsteinbau ist weitgehend ungegliedert. Lediglich am Chor befinden sich Dreieckslisenen und ein Dachfries. Die ursprünglich spitzbogigen Fensteröffnungen sind barock ausgerundet. Die spitzbogige Kontur ist anhand der zugesetzten Fenster an den Schrägseiten und im westlichen Joch des Presbyteriums noch gut erkennbar.
Am Langhaus ist ein etwa 19 Meter hoher, ausspringender Westturm angebaut. Der ungegliederte quadratische Unterbau geht etwa auf Firsthöhe in einen etwas schlankeren zweigeschossigen Aufsatz über, der an den Kanten kräftig gekehlt ist. Dieser barocke Oberbau ist der einzig verputzte Bauteil der Kirche. Die Geschosstrennung erfolgt durch ein schwaches Gesims, wobei das obere Geschoss nach vier Seiten hin rundbogige Schallöffnungen enthält. Den oberen Abschluss des Turmes bildet eine kupfergedeckte Zwiebelkuppel. Das ehemalige Spitzbogenportal an der Nordseite des Schiffs ist zugesetzt. Der Zugang zum Kircheninneren erfolgt heute durch das Turmerdgeschoss, das nach Norden und Süden hin je ein stichbogiges Portal besitzt. Außerdem besitzt der Chor nordseitig einen stichbogigen Zugang.

### Innenraum
Die Wände sind durch gefaste Wandpfeiler und spitze Schildbögen gegliedert. Chor und Langhaus waren ursprünglich von spätgotischen Netzrippengewölben überspannt. Nachdem die Rippen im Zuge der Barockisierung abgeschlagen wurden, ergeben sich nunmehr Tonnengewölbe mit Stichkappen auf kleinen Gesimsstücken. Die sind mit teils ausgemalten Stuckrahmenfeldern verziert. Den Übergang zum Langhaus vermittelt ein runder Chorbogen. Auf der westlichen, dem Langhaus zugewandten Seite ist dieser durch eine spitzbogige, gefaste Blende eingefasst. Die Vorhalle im Turmerdgeschoss enthält noch das ursprüngliche spätgotische Kreuzgewölbe mit birnstabförmigen Rippen, die aus einfache, schildbesetzten Konsolen entspringen.

## Ausstattung

### „Schlupfaltar“
Eine Besonderheit ist der einzige Altar in der Koronakirche: ein als „Schlupfaltar“ ausgeführter Hochaltar im Spätrenaissancestil. Dieser wurde 1626 von dem damaligen Pfaffendorfer Pfarrer Georg Siber, einem Bäckersohn aus Mainburg, gestiftet. Auf seitlichen Konsolen, die Bildnis (links) und Wappen (rechts) des Stifters tragen, ruhen zwei kannelierten Rundsäulen, die das Altarblatt flankieren. Über verkröpftem Gebälk erhebt sich zwischen Giebelstücken ein Aufsatz mit zwei geschuppten, sich nach unten hin verjüngenden Pilaster. Auf dem Altarblatt ist das Martyrium des heiligen Korona und des heiligen Viktor dargestellt. Das Oberbild zeigt Gott Vater mit der Weltkugel, dem Zepter und dem gleichseitigen Dreieck als Symbol für die Heilige Dreifaltigkeit.
Die Besonderheit liegt in einer quer verlaufenden, nischenförmigen Durchbruch in der Mensa. Im Zuge der Wallfahrt, die bis weit in das 19. Jahrhundert hinein gepflegt wurde, pflegte man den Brauch des „Bögelns“, der noch 1835 in einem bischöflichen Visitationsbescheid Erwähnung fand und als „Unsinn“ bezeichnet wurde. Die Wallfahrer krochen während der Messe mit einem eisernen Gürtel an den Hüften durch die enge Öffnung, um dabei gleichsam körperliche Beschwerden, insbesondere Rückenschmerzen, abzustreifen. Der Überlieferung nach wurde auch das Vieh durch das inzwischen zugesetzte Nordportal zum „Bögeln“ geführt. Unter dem Durchschlupf sollen zwei sich kreuzende Wasseradern liegen, was die Linderung körperlicher Beschwerden fördern soll.

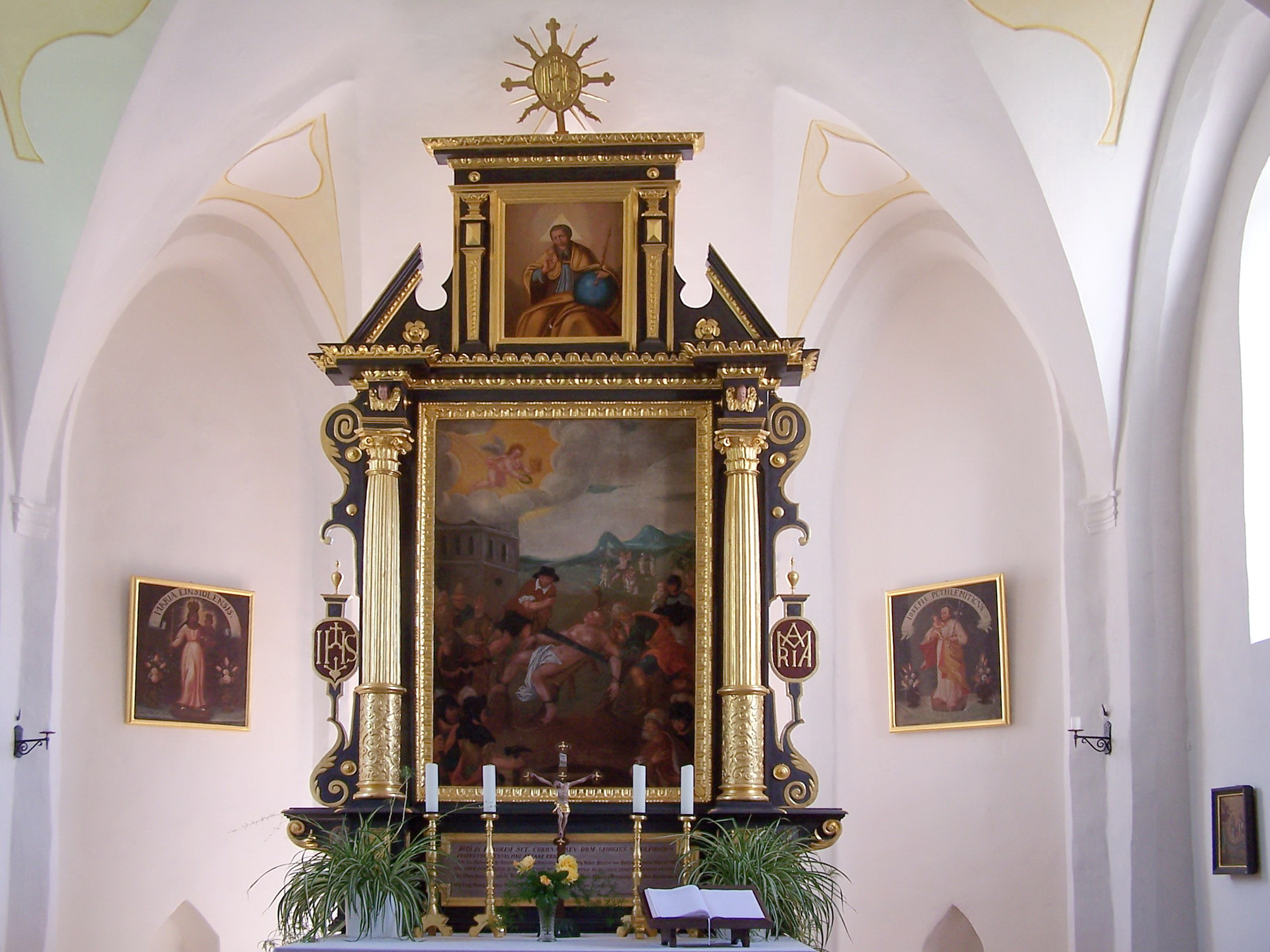
Spätrenaissance-Hochaltar, gestiftet 1626
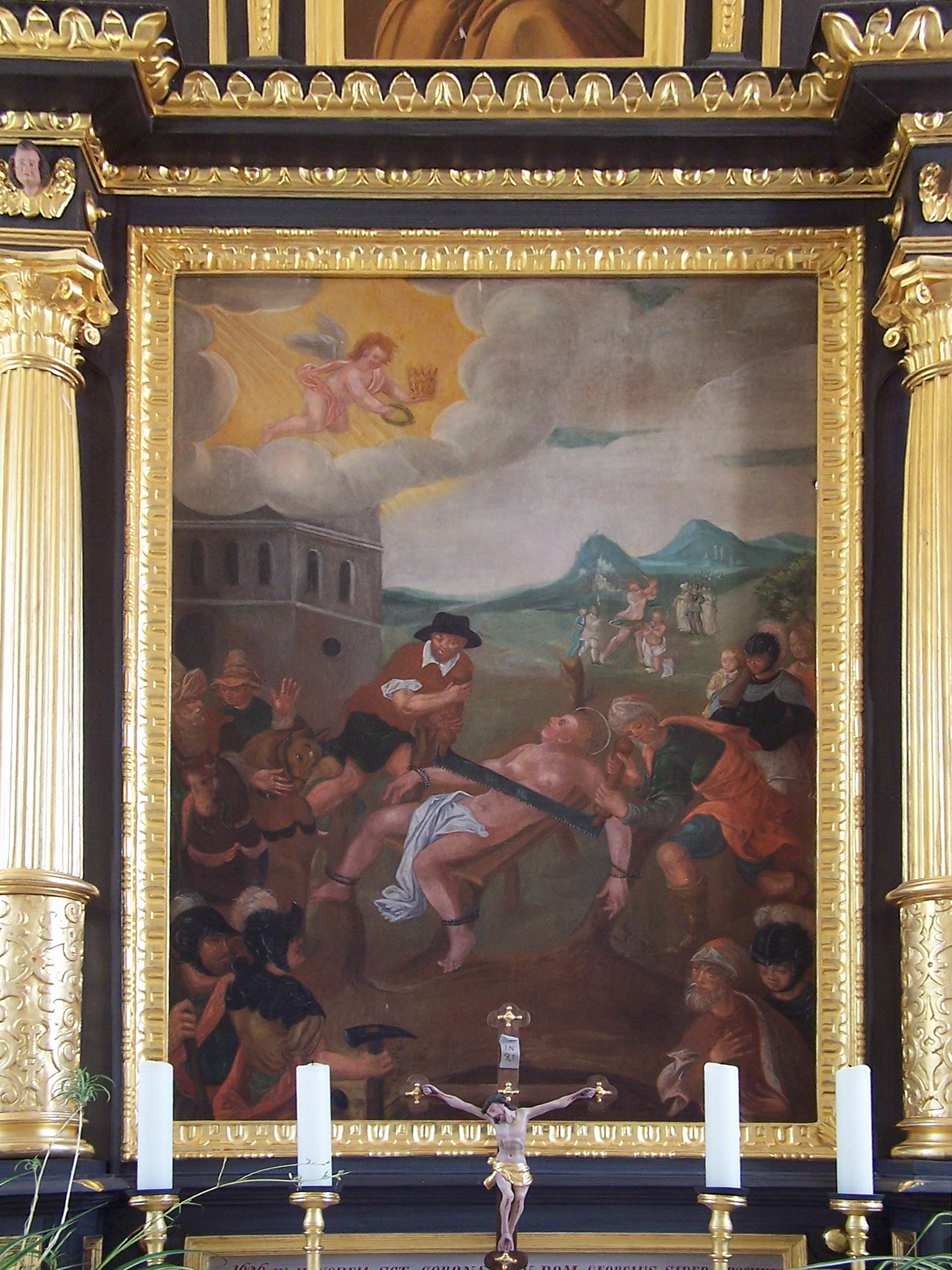
Altarblatt
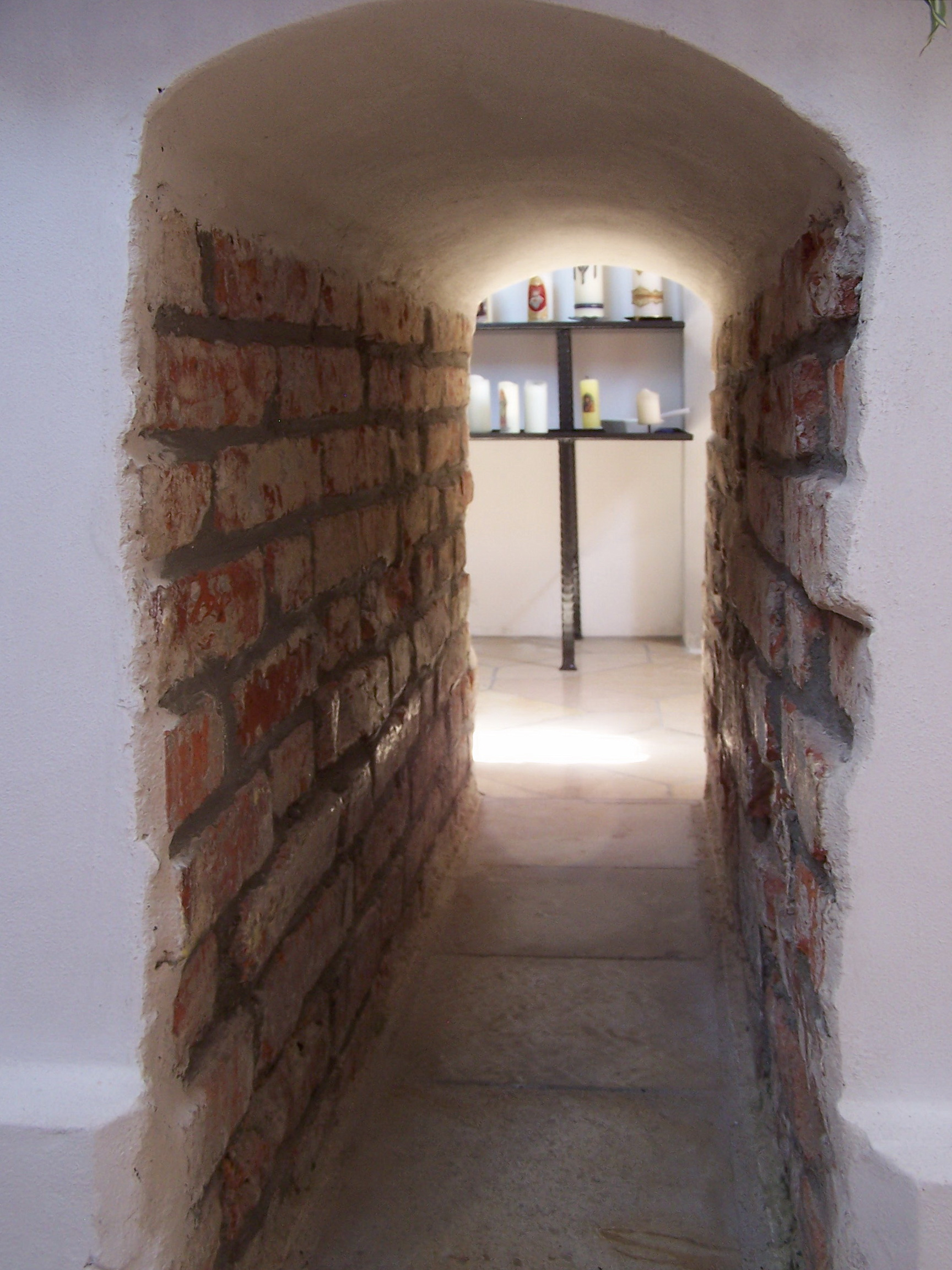
Nischenförmiger Durchschlupf
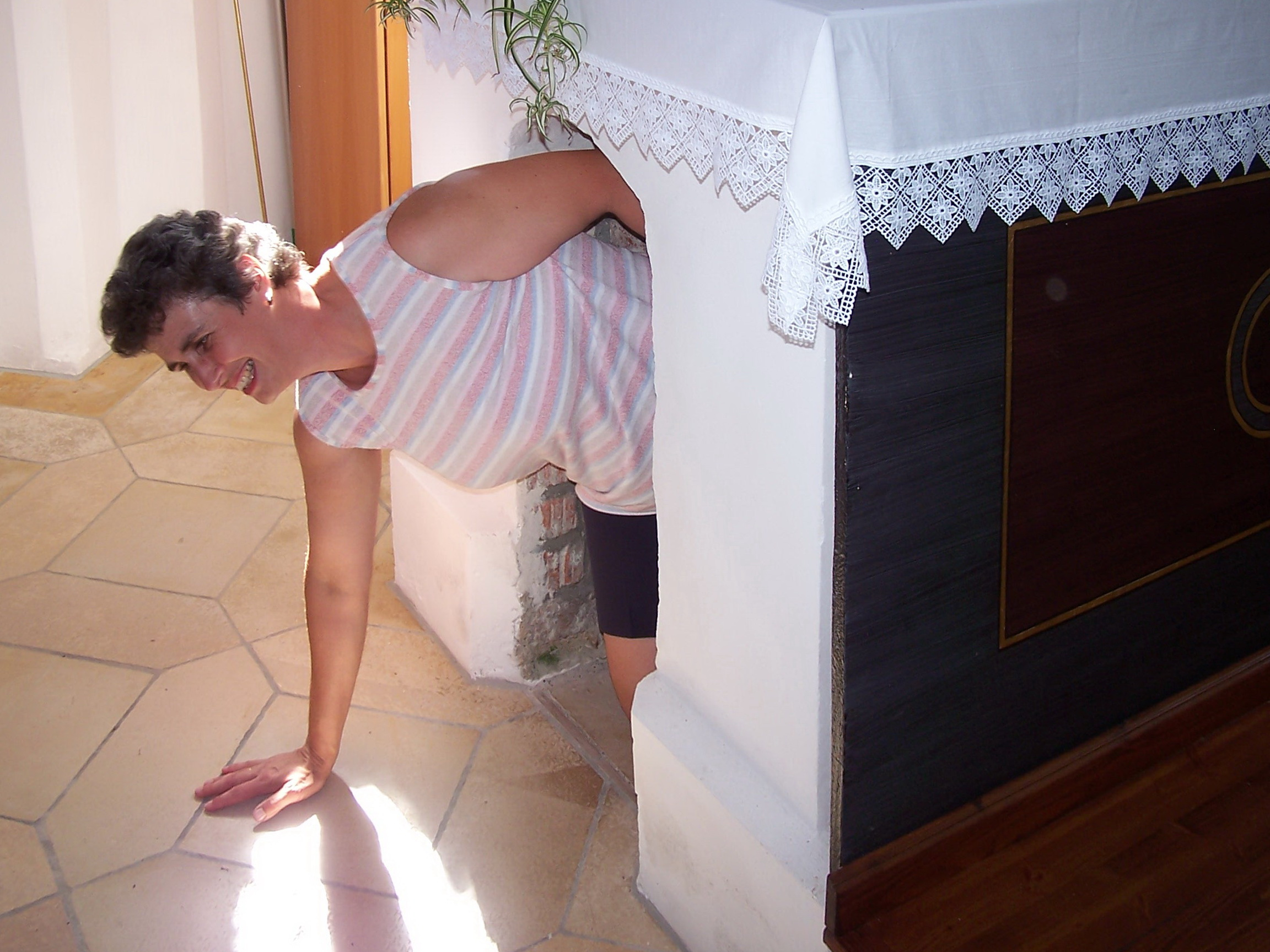
„Bögeln“, ein alter Wallfahrtsbrauch

### Übrige Ausstattung
Die barocke Kanzel besitzt einen einfachen, polygonalen Korpus mit marmorierten Füllungen. Ein Schalldeckel ist nicht vorhanden. Die Kanzel links des Chorbogens anstelle eines Seitenaltares angebracht. Anstelle des rechten Seitenaltares befindet sich ein Marienbildnis mit dem Schriftzug Preise Dich eine Mutter zu sein in Frakturschrift. An der Westwand des Langhauses ist über dem stichbogigen Portal ein barockes Gemälde auf Leinwand aus der Zeit um 1680 angebracht. Es zeigt das Kruzifix, umgeben von Engeln und der als Mater Dolorosa dargestellten Mutter Gottes, hoch aufgerichtet über den Armen Seelen im Fegefeuer. Sehenswert ist auch der qualitätvoll gefertigte, mehrteilige Barockrahmen.
An den Seitenwänden im Chor sind zwei Ölgemälde auf Holz in ausgeschnittenen Ornamentrahmen angebracht. Sie wurden 1626 gleichzeitig mit dem Hochaltar geschaffen. Auf dem linken Bild ist die Maria Immaculata mit dem Jesuskind dargestellt, rechts ein Heiliger mit Pilgerstab und -hut – vermutlich Jakobus der Ältere oder Wendelin. Aus der Zeit der Wallfahrt zur Koronakirche sind vier Votivtafeln aus den Jahren 1677, 1682, 1715 und 1837 erhalten. Diese sind im Chorraum angebracht. Im Kirchenschiff ist auf einer Konsole eine moderne Schnitzfigur der Kirchenpatronin Korona angebracht. Sie wurde 1996 von Hannes Riebl geschaffen. Im Zuge von Ausgrabungsarbeiten im Kirchenschiff wurden einige Bruchstücke von historischen Tonfiguren, die in einem gläsernen Schrein unterhalb der Kanzel ausgestellt sind. Zu einem aufgefundenen Jesuskind beispielsweise wurde eine passende Mutter Gottes eigens neu geformt.